# Western Star Trucks
Western Star Truck Sales Inc., mais conhecida como Western Star, é uma companhia fabricante estadunidense cuja principal produção está centrada na fabricação de caminhões de grande porte. A companhia foi fundada em 1967 e está sediada atualmente em Portland, Oregon, sendo uma subsidiária da Daimler Truck .

## História
Em 1967 a White Motor Company começou a divisão Western Star como White Western Star com a nova fábrica em Kelowna, British Columbia, compartilhando a matriz com a White em Cleveland, Ohio. Por volta de 1980 a White estava inadimplente, apesar de ter contratado Semon E. "Bunkie" Knudsen, filho da lenda da General Motors Semon Knudsen, e presidente da Ford Motor Company de 1969 a 1970. Por motivo dessa crise, a Volvo comprou a parte Americana da White Motor Company. Em 1980 Bow Valley Resources Services e a Nova, duas empresas relacionadas a energia (com sede em Calgary, Alberta no Canadá), compraram as instalações Canadenses da empresa, incluindo a fábrica de Kelowna, e a logo e linha de produtos da antiga White Western Star.

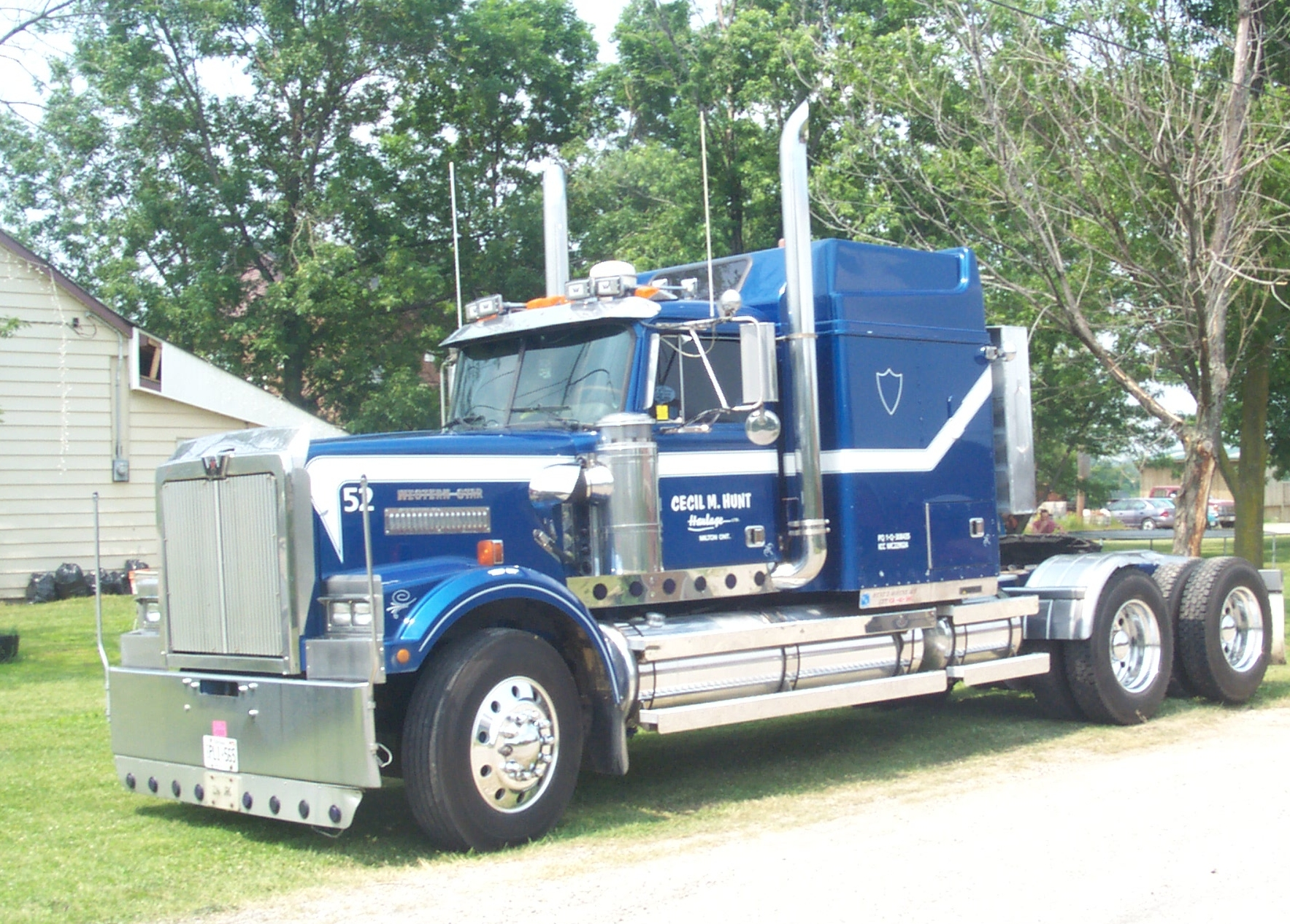
Um Western Star no estilo "herritage" de 1997

Em 1990 a Western Star Trucks, foi comprada pelo empresário Australiano Terrence 'Terry' Peabody, que mudou completamente os lucros da empresa pelos próximos 10 anos, e em 2000 foi vendida para a DaimlerCrysler (antiga aliança da Daimler com a Crysler, que hoje pertence ao grupo FCA) e que se tornou uma divisão da Freightliner.
Em 2002 a produção da Western Star foi movida para a fábrica em Portland, Oregon. Vários modelos ainda continuam sendo fabricados na fábrica de Portland. Em 2015 a fábrica da Daimler Trucks North America em Cleveland, Carolina do Norte passou a produzir os modelos 4700 e 4900 como também o novo modelo 5700.

## Modelos
A Western Star produz vários modelos de caminhões pesados para uso na estrada, e fora-de-estrada. A Western Star é especialista em fabricar produtos sob medida para a necessidade do cliente. Os tipos de cabine são bastante variados, com vários comprimentos, e alturas diferentes de dormitório. A Western Star também oferece um porção bem grande de opções de acabamento interno, motor, transmissão e suspensão, além de outras opções de sistemas de entretenimento e informação. Os motores oferecidos pela Western Star atualmente são da Detroit Diesel e Cummins, e os modelos são: DD13 (505 HP), DD15 (505 HP) e DD16 (600 HP), ISL (380 HP) e ISX15 (600 HP). A Western Star também fabrica caminhões com direção Inglesa na Austrália e Nova Zelândia.
A Western Star somente fabrica caminhões convencionais (popularmente conhecidos como "bicudos"), com várias tecnologias atuais como: ABS, Controle de Tração e Estabilidade e etc.

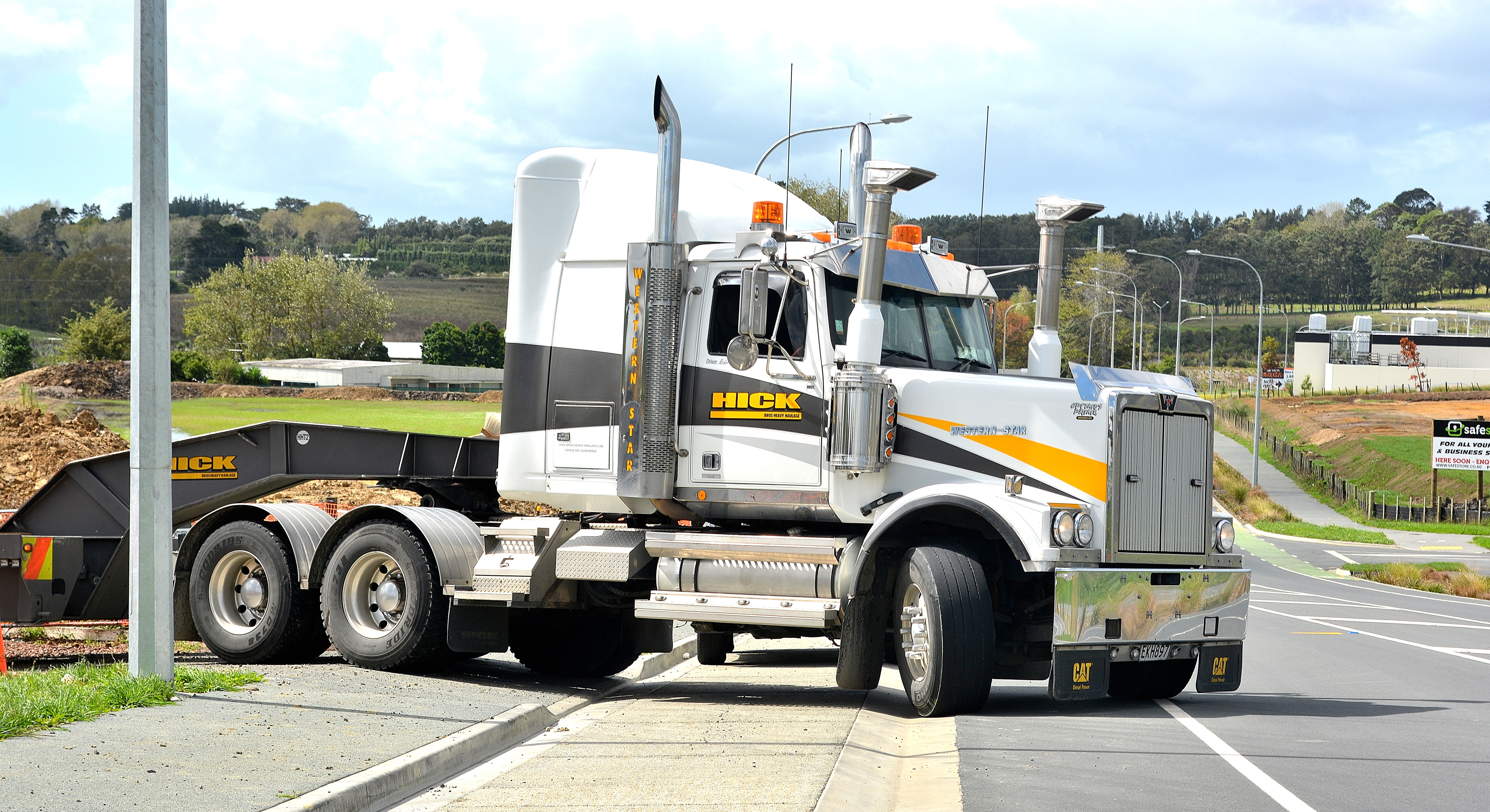
Western Star 4964FX modelo Australiano

### Os modelos em produção
A linha Western Star atualmente é composta por cinco séries:
- 4700, a séries de entrada, disponível em várias configurações tanto para estrada como para fora de estrada.
- 4800, a série superior a 4700, para trabalhos mais pesados.
- 4900, o série mais popular de Western Star, com opções variadas de modelos, tanto para trabalhos leves na estrada, como para pesados na estrada e fora da estrada.
- 5700, a série mais nova da Western Star, e a primeira série aerodinâmica da marca, é um caminhão multi uso, recomendado para uma série de trabalhos exclusivamente na estrada.
- 6900, é a série com mais capacidade de carga da Western Star, e foi projetada para trabalhos fora da estrada, como por exemplo: madeireiras, mineradoras, e outras aplicações similares.
- 49X, é um dos modelos mais recentes da Western Star, considerado pela marca o melhor Western Star já construído. Ele está disponível com duas configurações diferentes de eixo dianteiro: Set Forward Axle e Set Back Axle. As principais configurações de trabalho oferecidas são: Caçamba, Madeireiro, Guindaste e Transporte de Carga Pesada.

A Western Star também vendeu uma versão alterada dos caminhões "Cabover" da White Motor Company entre os anos 80 e 90. Eles também produziram uma versão licenciada do Iveco VM 90 para as forças armadas Canadenses, chamado LSVW. A Western Star também produz caminhões para as forças armadas Americanas.

## Caminhões Western Star na cultura pop
Muitos caminhões Western Star apareceram em filmes, por exemplo: o modelo 5700XE customizado nos filmes Transformers: Era da Extinção, foi usado como o novo modo alternativo do líder dos Autobots Optimus Prime e em Transformers: O Último Cavaleiro. Um Western Star 4900SF guincho, foi usado como o modo alternativo do Decepticon Onslaught em Transformers: O Último Cavaleiro.